# George Fisher (énekes)
George „Corpsegrinder” Fisher (Baltimore, Maryland, 1970. július 8. –) a Cannibal Corpse nevű amerikai death metal együttes énekese, a stílus egyik emblematikus figurája. Mielőtt 1995 végén csatlakozott a Cannibal Corpse-hoz, két albumot készített a floridai Monstrosityvel. 2003 óta a szintén amerikai dallamos death metal együttes, a Paths Of Possession frontembere is.
Becenevét (Corpsegrinder) arról kapta, hogy a jellemzően zombikról és egyéb horror témákról szóló death metal dalszövegeket egyedi stílusban, nagy sebességgel hörgi el.

## Albumok
Monstrosity
- Imperial Doom (1992)
- Millennium (1996)

Cannibal Corpse
- Vile (1996)
- Gallery of Suicide (1998)
- Bloodthirst (1999)
- Gore Obsessed (2002)
- The Wretched Spawn (2004)
- Kill (2006)
- Evisceration Plague (2009)
- Torture (2012)
- A Skeletal Domain (2014)
- Red Before Black (2017)

Paths Of Possession
- The Crypt of Madness (2003)
- Promises in Blood (2005)
- The End of the Hour (2007)